# Naveco
Naveco è una società in joint venture costituita tra il gruppo cinese Nanjing Automobile Corporation (NAC) ed il gruppo Fiat con Iveco, per la produzione dell'Iveco Daily. La società è stata fondata nel 1996.
È la prima joint-venture creata dal gruppo Fiat in Cina.

## Storia
Il gruppo Fiat ha concluso due joint venture in Cina con il gruppo Nanjing Automobile Corporation :
- la prima creando la Naveco, tuttora in attività,
- la seconda, che interessa Fiat Auto, nel 1999, per la produzione di automobili Fiat per il mercato cinese, con la creazione della società comune Nanjing Fiat Automobile, poi chiusa nel 2007.

### La prima Naveco
La Naveco nasce dalla cooperazione iniziata nel 1986 tra la Iveco e la Yuejin trucks; questa fabbricava su licenza i veicoli commerciali leggeri Iveco Daily. Con l'apertura dell'economia cinese agli investimenti stranieri, Iveco e la NAC crearono, nel 1996, una società comune Naveco (NAc + iVECO).
Dal 1986, sono più di 20.000 i vari modelli del Daily cinese che vengono prodotti e venduti ogni anno in Cina dalla società controllata Nanjing-Iveco.
Nel Settembre del 2006, Fiat ha annunciato l'acquisto da parte di Naveco della Nanjing Yuejin Trucks, al fine di creare una unità industriale capace di produrre 100.000 veicoli industriali, sia leggeri che pesanti, ogni anno. Nel 2006, Yuejin ha venduto 43.000 veicoli, e NAVECO più di 20.000.
L'accordo riguarda anche il settore autobus, specialmente dopo lo scioglimento della CBC-IVECO.

### Sviluppi recenti
Il 14 settembre 2006, i due soci hanno stabilito la fusione del produttore di veicoli industriali "Yuejin" con Naveco, per diventare il primo produttore di veicoli industriali del paese.
Yuejin disponeva di una capacità produttiva di 40.000 unità all'anno, e l'integrazione nella NAVECO ha permesso di aumentare notevolmente la produzione.
Iveco dispone però anche di una seconda joint venture con SAIC Iveco, che produce i veicoli industriali pesanti Stralis e Trakker.
Nel luglio 2017, Naveco ha inaugurato la produzione del nuovo Iveco China Daily (differente dal modello europeo) nel nuovo stabilimento di Qiaolin, Nanchino.